# Trichobrotica
Trichobrotica là một chi bọ cánh cứng trong họ Chrysomelidae.
Chi này được miêu tả khoa học năm 1956 bởi Bechyne.

## Các loài
Các loài trong chi này gồm:
- Trichobrotica analis (Weise, 1921)
- Trichobrotica biplagiata (Blake, 1958)
- Trichobrotica bivittaticollis (Baly, 1885)
- Trichobrotica brasiliensis Bechyne, 1956
- Trichobrotica dorosvittata (Jacoby, 1887)
- Trichobrotica egensis (Blake, 1966)
- Trichobrotica fenestrata Blake, 1966
- Trichobrotica flavipes (Blake, 1958)
- Trichobrotica flavocyanea (Blake, 1958)
- Trichobrotica latiplagiata (Blake, 1958)
- Trichobrotica maxima (Blake, 1958)
- Trichobrotica nigripennis Blake, 1966
- Trichobrotica nigrosignata (Jacoby, 1887)
- Trichobrotica nymphaea (Jacoby, 1887)
- Trichobrotica pallida (Jacoby, 1892)
- Trichobrotica parviplagiata (Blake, 1958)
- Trichobrotica rhabdota Blake, 1966
- Trichobrotica ruatanae (Jacoby, 1892)
- Trichobrotica sexplagiata (Jacoby, 1878)
- Trichobrotica verbesinae (Blake, 1958)
- Trichobrotica vittata (Blake, 1958)